# Japanski kesten
Japanski kesten (lat. Castanea crenata) jedna je od 9 vrsta u rodu Castanea koji je predstavnik porodice bukovki (Fagaceae). To je 10 do 15 metara visoko drvo autohtono u Japanu i Koreji, pa je poznato kao japanski ili korejski kesten.
Vrsta je uvezena u Italiju, Portugal i Španjolsku.

## Galerija
- C. crenata
- C. crenata
- C. crenata
- C. crenata
- C. crenata
- C. crenata